# Мікер (округ, Міннесота)
Шаблон:StateAbbr_ 45°07′ пн. ш. 94°32′ зх. д. / 45.12° пн. ш. 94.53° зх. д.
Округ Мікер (англ. Meeker County) — округ (графство) у штаті Міннесота, США. Ідентифікатор округу 27093.

## Історія
Округ утворений 1856 року.

## Демографія
За даними перепису
2000 року
загальне населення округу становило 22644 осіб, зокрема міського населення було 6487, а сільського — 16157.
Серед мешканців округу чоловіків було 11415, а жінок — 11229. В окрузі було 8590 домогосподарств, 6132 родин, які мешкали в 9821 будинках.
Середній розмір родини становив 3,07.
Віковий розподіл населення поданий у таблиці:
| Стать    | До 15 років | 15-21 | 22-29 | 30-39 | 40-49 | 50-65 | 65-85 | Понад 85 |
| -------- | ----------- | ----- | ----- | ----- | ----- | ----- | ----- | -------- |
| Чоловіки | 2563        | 1194  | 937   | 1569  | 1833  | 1754  | 1377  | 188      |
| Жінки    | 2332        | 1052  | 844   | 1475  | 1682  | 1710  | 1684  | 450      |

## Суміжні округи
- Стернс — північ
- Райт — схід
- Маклеод — південний схід
- Ренвілл — південний захід
- Кендійогі — захід

## Виноски
1. ↑  US Decennial Census. US Census Bureau. Архів оригіналу за 26 квітня 2015. Процитовано 21 жовтня 2014.
2. ↑  Historical Census Browser. University of Virginia Library. Архів оригіналу за 11 серпня 2012. Процитовано 21 жовтня 2014.
3. ↑  Population of Counties by Decennial Census: 1900 to 1990. US Census Bureau. Архів оригіналу за 4 серпня 2014. Процитовано 21 жовтня 2014.
4. ↑  Census 2000 PHC-T-4. Ranking Tables for Counties: 1990 and 2000 (PDF). US Census Bureau. Архів оригіналу (PDF) за 18 грудня 2014. Процитовано 21 жовтня 2014.
5. ↑  State & County QuickFacts. Бюро перепису населення США. Архів оригіналу за 7 червня 2011. Процитовано 1 вересня 2013.(англ.) Наведено за англійською вікіпедією.
6. ↑  American FactFinder. Бюро перепису населення США. Архів оригіналу за 26 лютого 2012. Процитовано 31 січня 2008.

| США | Це незавершена стаття з географії США. Ви можете допомогти проєкту, виправивши або дописавши її. |